# Districtul Pathio
Pathio (în thailandeză ปะทิว) este un district (Amphoe) din provincia Chumphon, Thailanda, cu o populație de 44.393 de locuitori și o suprafață de 596,0 km².

## Componență
Districtul este subdivizat în 7 subdistricte (tambon), care sunt subdivizate în 70 de sate (muban).
| Nr. | Nume          | În thailandeză | Sate | Locuitori |  |
| --- | ------------- | -------------- | ---- | --------- |  |
| 1.  | Bang Son      | บางสน          | 8    | 4,184     |  |
| 2.  | Thale Sap     | ทะเลทรัพย์       | 7    | 5,098     |  |
| 3.  | Saphli        | สะพลี           | 10   | 7,669     |  |
| 4.  | Chum Kho      | ชุมโค           | 14   | 9,547     |  |
| 5.  | Don Yang      | ดอนยาง         | 15   | 9,047     |  |
| 6.  | Pak Khlong    | ปากคลอง        | 7    | 4,321     |  |
| 7.  | Khao Chai Rat | เขาไชยราช      | 9    | 4,527     |  |

|| 
|}